# Le avventure di Black Beauty
Le avventure di Black Beauty (The Adventures of Black Beauty) è una serie televisiva britannica in 52 episodi trasmessi per la prima volta nel corso di 2 stagioni dal 1972 al 1974.
È una serie d'avventura per ragazzi. La serie non è un adattamento del libro di Anna Sewell, ma una "continuazione" con nuovi personaggi creati da Ted Willis, come il dottor James Gordon, interpretato da William Lucas, e i suoi bambini Vicky, interpretata da Judi Bowker (che divenne poi Jenny, interpretata da Dorning Stacy, nella seconda stagione) e Kevin, interpretato da Roderick Shaw.
La serie Le nuove avventure di Black Beauty (1990-1992) è una continuazione di Le avventure di Black Beauty, ed è ambientata nel 1907, venti anni dopo la serie originale.

## Personaggi e interpreti

### Personaggi principali
- Dottor James Gordon (52 episodi, 1972-1974), interpretato da William Lucas.
- Amy Winthrop (52 episodi, 1972-1974), interpretato da Charlotte Mitchell.
- Kevin Gordon (51 episodi, 1972-1974), interpretato da Roderick Shaw.
- Squire Armstrong (31 episodi, 1972-1974), interpretato da Michael Culver.
- Vicky Gordon (26 episodi, 1972-1973), interpretato da Judi Bowker.
- Jenny Gordon (25 episodi, 1973-1974), interpretato da Stacy Dorning.

### Personaggi secondari
- Dickins (16 episodi, 1972-1974), interpretato da Kenneth Thornett.
- Albert Clifton (14 episodi, 1972-1974), interpretato da Tony Maiden.
- Ned Lewis (11 episodi, 1973-1974), interpretato da Stephen Garlick.
- Simey (5 episodi, 1973-1974), interpretato da Mike Pratt.
- Robbie Jameson (4 episodi, 1972-1973), interpretato da Alastair Mackenzie.

## Produzione
La serie fu prodotta da Sidney Cole per la Fremantle Corporation e la London Weekend Television e la Talbot Television e girata nella Stockers Farm a Rickmansworth in Inghilterra in California. Le musiche furono composte da Denis King.

### Registi
Tra i registi sono accreditati:
- Charles Crichton in 15 episodi (1972-1974)
- Alan Gibson in 6 episodi (1972-1973)
- John Reardon in 5 episodi (1972-1973)
- Gerry Poulson in 4 episodi (1972-1973)
- Ray Austin in 3 episodi (1973-1974)
- Peter Duffell in 3 episodi (1973)
- David Askey in 2 episodi (1973)
- Freddie Francis in 2 episodi (1974)

### Sceneggiatori
Tra gli sceneggiatori sono accreditati:
- Anna Sewell in 52 episodi (1972-1974)
- Ted Willis in 28 episodi (1972-1973)
- David Butler in 13 episodi (1972-1974)
- Richard Carpenter in 12 episodi (1972-1974)
- Lindsay Galloway in 4 episodi (1972-1973)
- John Kane in 3 episodi (1973-1974)
- Victor Pemberton in 2 episodi (1972-1973)
- David Hopkins in 2 episodi (1973)

## Distribuzione
La serie fu trasmessa nel Regno Unito dal 23 settembre 1972 al 27 marzo 1974 sulla rete televisiva Independent Television con il titolo The Adventures of Black Beauty.
Alcune delle uscite internazionali sono state:
- in Belgio il 30 agosto 1973
- nei Paesi Bassi il 14 marzo 1974
- in Francia il 20 marzo 1974 (Les aventures de Black Beauty)
- in Germania Ovest l'8 settembre 1974 (Black Beauty)
- in Italia il 18 gennaio 1978 (Le avventure di Black Beauty)[7]

## Episodi
| Stagione         | Episodi | Prima TV Regno Unito |
| ---------------- | ------- | -------------------- |
| Prima stagione   | 26      | 1972-1973            |
| Seconda stagione | 26      | 1973-1974            |